# Stadio Costante Girardengo
Lo stadio Costante Girardengo è il principale impianto sportivo della città di Novi Ligure. È intitolato alla memoria del novese Costante Girardengo, storico campione italiano del ciclismo nazionale ed internazionale.
Sorge in via Francesco Crispi, all'altezza dell'estremità occidentale di viale della Rimembranza (importante arteria viaria cittadina), a poca distanza dalle stazioni ferroviarie merci e passeggeri.

## Storia
Nel 1966, a causa dell'inadeguatezza del vecchio campo sia alla Serie D che al campionato di Prima Categoria nel quale la Novese era appena stata retrocessa, il Comune di Novi Ligure decise di costruire un impianto nuovo di dimensioni 110x65 in viale della Rimembranza dotandolo di una tribuna di 7 500 posti e denominandolo "Stadio Comunale". Il nuovo stadio venne inaugurato l'11 settembre 1966 con l'amichevole Novese-Genoa De Martino 1-2 dopo che l'incontro inizialmente previsto con gli ungheresi del MTK Budapest era sfumato.
| Arbitro: | Gozzoli (Novi Ligure) |

|     |           |         |
| (?) | Marcatori | (?) (?) |

Solo alla morte di Costante Girardengo avvenuta nel 1978, l'amministrazione comunale decise di chiamarlo con il nome attuale.
Vi ha disputato fino al 2016 le proprie partite casalinghe la disciolta Novese. Dal 2017 lo stadio ospita l'A.S.D. Novese, principale squadra di calcio cittadina, che ha preso il posto di quella disciolta e nata dall'A.S.D. S.G. Novese, club attivo unicamente a livello di selezioni giovanili già presente al Girardengo nella stagione 2016-2017; in passato ha inoltre ospitato l'Aquanera Comollo Novi (prima come Comollo in Prima Categoria e Promozione, poi come Aquanera dopo la fusione).
Dal 2016 inoltre è stato adottato come campo casalingo del F.C.D. Novese Calcio Femminile.

## Caratteristiche
Lo stadio è di proprietà del comune di Novi Ligure; dispone di un terreno di gioco in erba naturale misurante 107 x 68 m, attorno al quale corre una pista d'atletica leggera regolamentare a 6 corsie, lunga 400 metri.
Gli spalti si sviluppano unicamente sul lato orientale del campo e constano di una tribuna centrale coperta da 250 posti e due tribune laterali scoperte capaci di complessivi 3 250 posti. Entro la tribuna centrale sono ubicati i locali di servizio dello stadio (spogliatoi, magazzini, sala stampa) e un bar.
L'area recintata attorno allo stadio vero e proprio comprende inoltre due campi erbosi per allenamento e riscaldamento.